# Moshe Dayan
Pour les articles homonymes, voir Moshe et Dayan.
Moshe Dayan (en hébreu : משה דיין), né le 20 mai 1915 à Degania dans l'Empire ottoman et mort le 16 octobre 1981 à Tel Aviv, est un militaire et un homme politique israélien.

## Biographie

### Enfance
Moshe Dayan naît dans le kibboutz Degania, situé en Palestine alors sous domination ottomane, non loin du lac de Tibériade. Ses parents, Devorah et Shmuel Dayan, étaient des juifs ukrainiens de Jachkiv, ville située alors dans l'Empire russe. À l'âge de 14 ans, il rallie la Haganah puis est affecté aux « Special Night Squads » dans les rangs desquels il sera marqué par l'influence du major Orde Charles Wingate, un officier britannique pro-sioniste, et qui instillera à l'embryon d'armée juive la doctrine visant à « porter le combat au cœur du secteur d'activité de l'ennemi » plutôt que de privilégier la « défense statique ».

### Premiers combats
Au cours de la Seconde Guerre mondiale, il est intégré dans les forces britanniques durant deux ans, puis intégré dans la 7e division d'infanterie australienne, qui combat les forces de Vichy en Syrie. C'est durant cette période qu'il perd l'usage de son œil gauche, par l'enfoncement du binoculaire de ses jumelles, atteint par une balle ennemie. Après cette blessure, il porte un cache-œil. Dayan est décoré à l'issue de la guerre, par l'armée britannique.

### Dans la Haganah
Au cours de la guerre de 1948, Dayan occupe plusieurs postes de responsabilité croissante, notamment dans la vallée du Jourdain et dans la région centre. Très apprécié de David Ben Gourion, futur premier Premier ministre du jeune État d'Israël, il est son protégé, tout comme le jeune Shimon Peres. Il est invité aux réunions du comité qui prépare le plan Daleth et le nettoyage ethnique des Palestiniens.
En 1950, il fait détruire le sanctuaire de la Tête d’al-Hussein ibn Ali (en) à al-Jura, près d’Ashkelon, un des plus importants lieux saints du chiisme, probablement en lien avec les efforts pour expulser les derniers Arabes de la région,.
En poste près du kibboutz de Nahal Oz, près de la frontière de la bande de Gaza en avril 1956, il prononce l’éloge funèbre de Ro'i Rothberg. Dans cet éloge, il définit la situation qui a conduit à la mort de ce jeune soldat, tué lors d’une patrouille puis mutilé par des Palestiniens. Il rappelle que les Palestiniens qui vivent à Gaza ont été expulsés de leurs terres et de leurs maisons lors de la Nakba, et que, en tant que colons, les Israéliens doivent vivre les armes à la main, face à la haine de Palestiniens qui ont tout perdu. Le texte se termine par la phrase « Si l’épée tombe de nos mains, nous serons anéantis ». Il enregistre ce discours à la radio le lendemain, dans une version qui omet le passage où il affirme qu’on ne saurait reprocher aux Palestiniens leur haine envers ceux qui leur ont volé leur terre. Ce discours fait encore référence dans la classe politique israélienne, dans ses deux versions. Elle est notamment citée par Isaac Herzog le 8 octobre 2023.
Moshe Dayan suit alors une carrière militaire fulgurante et devient chef d'État major de Tsahal, de 1955 à 1958, notamment lors de la crise du canal de Suez de 1956 contre l'Égypte.

### Entrée en politique
En 1959, Dayan entre en politique et rejoint les rangs du Mapaï, le grand parti de gauche israélien. Il est ministre de l'Agriculture jusqu'en 1964. Peu apprécié de Levi Eshkol, qui prend la place de Ben Gourion après son départ du Mapai en 1965, il est cependant nommé ministre de la Défense en 1967, pour faire face à la grave crise qui menace Israël.

### La guerre des Six Jours et la guerre du Kippour
Bien que n'ayant pas pris part ni aux combats, ni même à la planification de ceux-ci (qui sont plutôt l'œuvre des généraux Yitzhak Rabin et Uzi Narkiss), Moshe Dayan a clairement été identifié comme un acteur prépondérant de la guerre des Six Jours. Il en a tiré une énorme popularité, aussi bien en Israël qu'à l'extérieur. Cette gloire légitime doit être relativisée au vu des critiques qui lui seront adressées au lendemain de la guerre du Kippour. L'excès de confiance identifié à Dayan et qui habitera Israël durant les six années qui séparent ces deux conflits est en effet une des raisons des pertes énormes subies par Tsahal durant les premiers jours de combat. Mais Dayan reprend le dessus, avec l'aide des États-Unis et de généraux israéliens comme Ariel Sharon.

### Le déclin

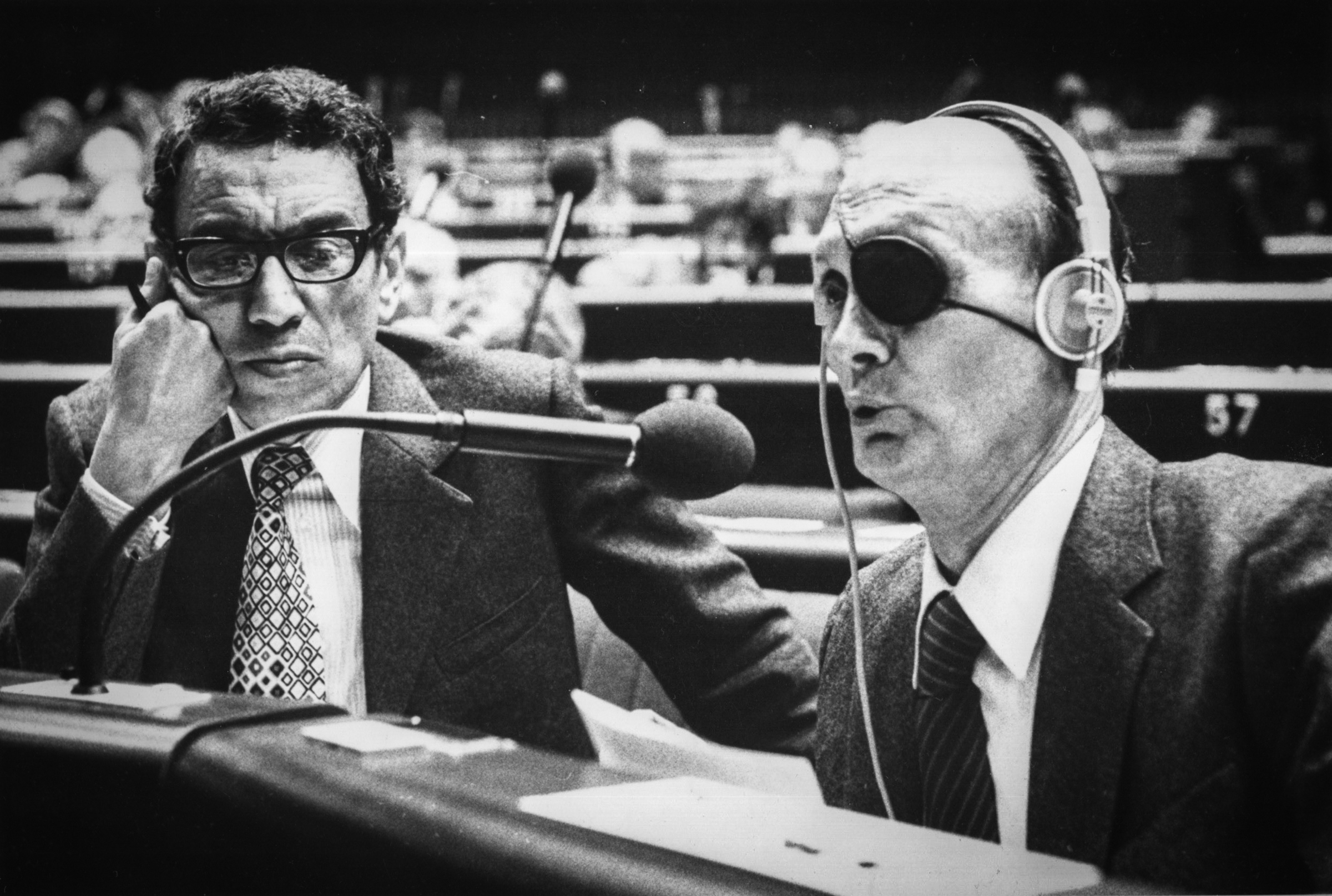
Boutros Boutros-Ghali et Moshe Dayan au Conseil de l’Europe à Strasbourg le 10 octobre 1979.

Le conflit du Kippour affecte le moral et la santé de Moshe Dayan. Il se retire de la vie politique brièvement en 1977, puis revient pour un court passage comme ministre des Affaires étrangères sous le gouvernement de Menahem Begin. Alors ministre des Affaires étrangères, il est avec son homologue égyptien Boutros Boutros-Ghali, l'un des principaux négociateurs des accords de paix israélo-arabes signés par Anouar el-Sadate et Menahem Begin en 1979.
Moshe Dayan participe aux accords de paix de Camp David et meurt peu après, en 1981, d'un cancer du côlon. Il est enterré dans le moshav où il a grandi : Nahalal.

### Vie privée
Moshe Dayan est le père de Yael Dayan, ancienne membre de la Knesset engagée dans les rangs de la paix, et du cinéaste Assi Dayan.

### Archéologie
Auteur de quelques ouvrages, Dayan était un archéologue renommé en Israël, mais aussi controversé, nombre de ses découvertes ayant quitté le domaine public en infraction avec la loi. Sa collection personnelle est vendue par sa femme Ruth à l'État d'Israël en 1986 pour 1 million de dollars, vente très critiquée à l'époque, de nombreux artefacts ayant été obtenus illégalement, l'archéologue israélien Yigal Shiloh déclarant que vendre les objets à un musée équivalait à approuver le pillage des antiquités.

## Publications
- Journal de la campagne du Sinaï, traduit de l'anglais par Denise Meunier, Le livre de poche n° 2320, Librairie générale française, 1976.
- Histoire de ma vie, traduit de l'anglais par Denise Meunier, Fayard, 1976,  (ISBN 2-213-00387-4).
- Vivre avec la Bible (sous-titre anglais: A Warrior's Relationship with the Land of His Forebears, traduit de l'anglais par Serge Ouvaroff, Albin Michel, 1980.
- Paix dans le désert - Compte rendu personnel des négociations de paix égypto-israéliennes, traduit de l'anglais par Denise Meunier, Fayard, 1981.
- L’épée dévorera-t'elle toujours ?D’après le livre de Samuel 2:26, le verset se terminant par « Ne sais-tu pas qu’il y aura de l’amertume à la fin ? »